# Монфокон (Юра)
Монфокон (фр. Montfaucon) — громада  в Швейцарії в кантоні Юра, округ Франш-Монтань.

## Географія
Громада розташована на відстані близько 50 км на північний захід від Берна, 25 км на захід від Делемона.
Монфокон має площу 18,3 км², з яких на 3,9% дозволяється будівництво (житлове та будівництво доріг), 65,5% використовуються в сільськогосподарських цілях, 30% зайнято лісами, 0,6% не є продуктивними (річки, льодовики або гори).

## Демографія
2019 року в громаді мешкало 583 особи (-1,9% порівняно з 2010 роком), іноземців було 6,3%. Густота населення становила 32 осіб/км².
За віковим діапазоном населення розподілялося таким чином: 20,6% — особи молодші 20 років, 56,6% — особи у віці 20—64 років, 22,8% — особи у віці 65 років та старші. Було 256 помешкань (у середньому 2,2 особи в помешканні).
Із загальної кількості 208 працюючих 60 було зайнятих в первинному секторі, 48 — в обробній промисловості, 100 — в галузі послуг.